# 1954 FIFAワールドカップ

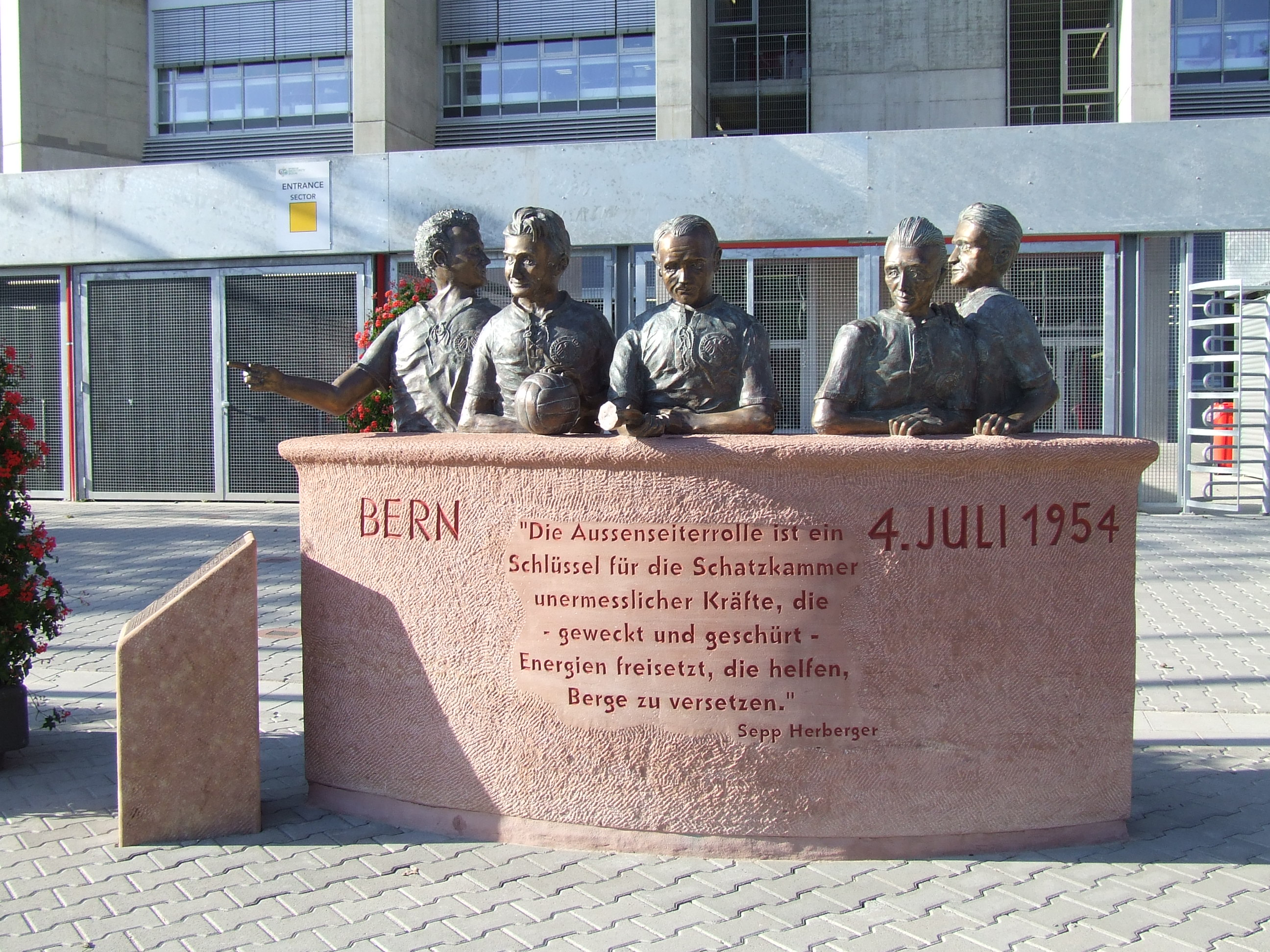
1954 FIFAワールドカップ

1954 FIFAワールドカップ（英: 1954 FIFA World Cup）は、1954年6月16日から7月4日にかけて、スイスで開催された第5回目のFIFAワールドカップである。

## 出場国
出場選手は1954 FIFAワールドカップ参加チームを参照。
| 大陸連盟 | 出場 枠数 | 予選               | 組 予選順位 | 組 予選順位 | 出場国・地域     | 出場回数       |
| -------- | --------- | ------------------ | ----------- | ----------- | ---------------- | -------------- |
| UEFA/CAF | 1+11      | 開催国             | 開催国      | 開催国      | スイス           | 4大会連続4回目 |
| UEFA/CAF | 1+11      | 欧州予選           | 1組         | 1位         | 西ドイツ         | 2大会ぶり3回目 |
| UEFA/CAF | 1+11      | 欧州予選           | 2組         | 1位         | ベルギー         | 2大会ぶり4回目 |
| UEFA/CAF | 1+11      | 欧州予選           | 3組         | 1位         | イングランド     | 2大会連続2回目 |
| UEFA/CAF | 1+11      | 欧州予選           | 3組         | 2位         | スコットランド   | 初出場         |
| UEFA/CAF | 1+11      | 欧州予選           | 4組         | 1位         | フランス         | 2大会ぶり4回目 |
| UEFA/CAF | 1+11      | 欧州予選           | 5組         | 1位         | オーストリア     | 3大会ぶり2回目 |
| UEFA/CAF | 1+11      | 欧州予選           | 6組         | 1位         | トルコ           | 初出場         |
| UEFA/CAF | 1+11      | 欧州予選           | 7組         | 1位         | ハンガリー       | 2大会ぶり3回目 |
| UEFA/CAF | 1+11      | 欧州予選           | 8組         | 1位         | チェコスロバキア | 2大会ぶり3回目 |
| UEFA/CAF | 1+11      | 欧州予選           | 9組         | 1位         | イタリア         | 4大会連続4回目 |
| UEFA/CAF | 1+11      | 欧州予選           | 10組        | 1位         | ユーゴスラビア   | 2大会連続3回目 |
| CONMEBOL | 1+1       | 前回優勝国         | 前回優勝国  | 前回優勝国  | ウルグアイ       | 2大会連続3回目 |
| CONMEBOL | 1+1       | 南米予選           | 11組        | 1位         | ブラジル         | 5大会連続5回目 |
| CONCACAF | 1         | 北中米カリブ海予選 | 12組        | 1位         | メキシコ         | 2大会連続3回目 |
| AFC      | 1         | アジア予選         | 13組        | 1位         | 韓国             | 初出場         |

## 本大会

### 概要
1946年7月22日、戦後初となる1950年大会開催国をブラジルに決定したのと併せて1954年大会の開催国が決定された。FIFA創立50周年であったため、大会は本部のあるスイスで行われることとなった。スイスは第二次世界大戦で中立を保ち、戦災を免れたため、スタジアムなどの施設・環境整備が容易という理由もあった。大会史上初めてテレビ中継されることになり、記念コインが初めて発行された。また、第二次世界大戦後に会費未納などで除名されていたドイツサッカー連盟(DFB)がドイツ連邦共和国（西ドイツ）の協会として復帰し、日本蹴球協会の再加盟が認められ、この大会で初めて予選に参加した日本とともに国際サッカー界に復帰し、予選を突破した。
16チームが各地区予選を突破して選ばれたが、欧州と米州がほぼ半々だった前回のブラジル大会と大きく変わり、開催国のスイス以外の欧州だけで11と、前回大会の8（1938年大会の優勝国イタリア含む）から大幅増（ただし欧州枠にはトルコ、イスラエル、エジプトも含んだ）となった一方、米州は前回大会優勝のウルグアイを含めても僅か3と前回大会の7（開催国のブラジルを含む）の半分以下、そしてアジアからは前回大会と同じ1（実際にはインドの辞退により前回大会本大会参加は0）という構成となった。
本大会参加国は4チームずつ4つのグループに分けられたが、グループリーグに初めてシード制が導入され、2か国のシード国と2か国のノンシード国という構成になり、かつ総当たり制ではなく、シード国対ノンシード国の2試合ずつのみの各グループ4試合だけで、シードされた2チーム同士およびノンシードの2チーム同士はグループリーグでの対戦は組まれなかった。各グループの上位2チームは準々決勝に進出することになっていたが、2位と3位の勝点が同一の場合は、進出をかけて再試合（順位決定戦）が組まれることになっていた。全体としてはシード国優位でリーグが進んだが、ノーシードだったスイスはイタリアを、西ドイツはトルコをそれぞれ破り、同じカードで行われた順位決定戦でも、スイスが4対1でイタリアを下し、西ドイツがトルコを7対2で下し、ベスト8に進出した。
またこの大会では韓国がアジアの独立国として初めて出場したが、ハンガリーに0対9で、トルコにも0対7で敗れ、大惨敗であった。
準々決勝は各組の1位同士と2位同士が対戦する形式のオープンドロー（ただしグループリーグ1位と2位の対戦は決勝戦までなし）で行われ、ハンガリーがブラジルを4対2で下したが、両チームを合わせて3人が退場となり、試合終了後も喧嘩になるなど、「ベルンの戦い」と後に呼ばれるほど醜い試合であった。前回優勝国のウルグアイはイングランドを4対2で下し、西ドイツはユーゴスラビアを2対0で下した。オーストリア対スイス戦は点の取り合いになり、ワールドカップ史上最多ゴールとなる7対5でオーストリアが勝利した。
準決勝で西ドイツがオーストリアを6対1で下したが、最も重要な試合はハンガリー対ウルグアイであった。ここまでワールドカップで無敗のウルグアイは後半開始1分の時点でハンガリーに2対0とリードされていたが、そこから2対2に追いつき、延長戦に持ち込んだ。しかし、延長ではコチシュ・シャーンドルに2点を挙げられ、ウルグアイはハンガリーにワールドカップにおける初の敗北を喫した。ウルグアイは3位決定戦でもオーストリアに敗れ、4位で大会を終えた。
決勝の舞台はバンクドルフ・スタジアムであり、6万人の観衆が西ドイツ対ハンガリー戦を見るために集まった。2チームはグループリーグでも同じ組であり、この試合はハンガリーが8対3で勝利していた。ハンガリーの中心選手、プスカシュ・フェレンツは怪我を押して出場し、開始6分で先制点を挙げた。2分後にチボル・ゾルターンが点を加え、この時点で国際試合で4年間無敗のハンガリーが、優位に試合を進めていた。
しかし、前半終了前に西ドイツはマックス・モーロックとヘルムート・ラーンの得点で追いつき、後半は西ドイツが優勢となった。ラーンが2点目を決めて西ドイツが3対2でリードし、残り時間2分でプスカシュが決めたシュートはオフサイドのため取り消され、西ドイツが史上3カ国目の初優勝を遂げた。しかし、決勝の数日後、ピッチに立った西ドイツの選手が相次ぎ病院の担ぎ込まれる事件も起きている。黄疸という共通した症状が物語るのは、肝臓への負担。「薬物の助けを借りて、あの決勝を戦っていたのではないか」という当時囁かれた疑惑は、今なお消えずに燻りつづけている。西ドイツはその後の大会で、それまでの劣勢を跳ね返して逆転する異常なまでの勝負強さを幾度となく発揮したが、その「ゲルマン魂」がワールドカップの舞台で初めて炸裂した試合といえる。
ハンガリー代表のコチシュはこの大会で11得点を決め、これまでの記録を3つ更新し、得点王となった。

### 会場一覧
| ベルン                                                          | バーゼル                                                        | ローザンヌ                                                        |
| --------------------------------------------------------------- | --------------------------------------------------------------- | ----------------------------------------------------------------- |
| ヴァンクドルフ・スタディウム                                    | ザンクト・ヤコブ・パルク                                        | スタッド・オランピック・ドゥ・ラ・ポンテーズ                      |
| 北緯46度57分46秒 東経7度27分54秒 / 北緯46.96278度 東経7.46500度 | 北緯47度32分29秒 東経7度37分12秒 / 北緯47.54139度 東経7.62000度 | 北緯46度32分00秒 東経006度37分27秒 / 北緯46.53333度 東経6.62417度 |
| 収容人数: 64,600                                                | 収容人数: 54,800                                                | 収容人数: 50,300                                                  |
|                                                                 |                                                                 |                                                                   |
| ジュネーヴバーゼルベルンチューリッヒローザンヌLugano            |                                                                 |                                                                   |
| ジュネーヴ                                                      | ルガーノ                                                        | チューリッヒ                                                      |
| スタッド・デ・シャルミー                                        | コルナレード・スタディウム                                      | ハルトトゥルム・スタディウム                                      |
| 北緯46度12分33秒 東経6度07分06秒 / 北緯46.2091度 東経6.1182度   | 北緯46度01分25秒 東経8度57分42秒 / 北緯46.02361度 東経8.96167度 | 北緯47度23分35秒 東経8度30分17秒 / 北緯47.39306度 東経8.50472度   |
| 収容人数: 35,997                                                | 収容人数: 35,800                                                | 収容人数: 34,800                                                  |
|                                                                 |                                                                 |                                                                   |

## 結果

### グループリーグ

#### グループ 1
| 順 位 | チーム         | 勝 点 | 試 合 | 勝 利 | 引 分 | 敗 戦 | 得 点 | 失 点 | 点 差 |
| ----- | -------------- | ----- | ----- | ----- | ----- | ----- | ----- | ----- | ----- |
| 1     | ブラジル       | 3     | 2     | 1     | 1     | 0     | 6     | 1     | +5    |
| 2     | ユーゴスラビア | 3     | 2     | 1     | 1     | 0     | 2     | 1     | +1    |
| 3     | フランス       | 2     | 2     | 1     | 0     | 1     | 3     | 3     | 0     |
| 4     | メキシコ       | 0     | 2     | 0     | 0     | 2     | 2     | 8     | -6    |

| 1954年6月16日 18:00 |

| ブラジル                                                              | 5 - 0    | メキシコ |
| バウタザール 23分 · ジジ 30分 · ピンガ 34分, 43分 · ジュリーニョ 69分 | レポート |          |

| スタッド・デ・シャルミー（ジュネーヴ） 観客数: 13,000人 主審: Raymon Wyssling |

| 1954年6月16日 18:00 |

| ユーゴスラビア          | 1 - 0    | フランス |
| ミルティノヴィッチ 15分 | レポート |          |

| スタッド・オランピック・ドゥ・ラ・ポンテーズ（ローザンヌ） 観客数: 27,000人 主審: Benjamin Griffiths |

| 1954年6月19日 17:00 |

| ブラジル  | 1 - 1 (延長) | ユーゴスラビア |
| ジジ 69分 | レポート     | ゼベツ 48分    |

| スタッド・オランピック・ドゥ・ラ・ポンテーズ（ローザンヌ） 観客数: 40,000人 主審: Charlie Faultless |

| 1954年6月19日 17:10 |

| フランス                                                    | 3 - 2    | メキシコ                            |
| ヴァンサン 19分 · （カルデナス） 49分 (OG) · コパ 88分 (PK) | レポート | ラマドリード 54分 · バルカサル 85分 |

| スタッド・デ・シャルミー（ジュネーヴ） 観客数: 19,000人 主審: Manuel Asensi |

#### グループ 2
| 順 位 | チーム     | 勝 点 | 試 合 | 勝 利 | 引 分 | 敗 戦 | 得 点 | 失 点 | 点 差 |
| ----- | ---------- | ----- | ----- | ----- | ----- | ----- | ----- | ----- | ----- |
| 1     | ハンガリー | 4     | 2     | 2     | 0     | 0     | 17    | 3     | +14   |
| 2     | 西ドイツ   | 2     | 2     | 1     | 0     | 1     | 7     | 9     | -2    |
| 3     | トルコ     | 2     | 2     | 1     | 0     | 1     | 8     | 4     | +4    |
| 4     | 韓国       | 0     | 2     | 0     | 0     | 2     | 0     | 16    | -16   |

| 1954年6月17日 18:00 |

| 西ドイツ                                                                | 4 - 1    | トルコ       |
| シェーファー 14分 · クロート 52分 · O.ヴァルター 60分 · モーロック 84分 | レポート | スアット 2分 |

| ヴァンクドルフ・スタディウム（ベルン） 観客数: 39,000人 主審: Jose da Costa Vieira |

| 1954年6月17日 18:00 |

| ハンガリー                                                                                                  | 9 - 0    | 韓国 |
| プスカシュ 12分, 89分 · ラントシュ 18分 · コチシュ 24分, 36分, 50分 · チボル 59分 · パロターシュ 75分, 83分 | レポート |      |

| ハルトトゥルム・スタディウム（チューリッヒ） 観客数: 18,000人 主審: Raymond Vincenti |

| 1954年6月20日 16:50 |

| ハンガリー                                                                           | 8 - 3    | 西ドイツ                                    |
| コチシュ 3分, 21分, 67分, 78分 · プスカシュ 17分 · ヒデクチ 50分, 54分 · トート 73分 | レポート | プファフ 25分 · ラーン 77分 · ヘルマン 81分 |

| ザンクト・ヤコブ・パルク（バーゼル） 観客数: 65,000人 主審: ウィリアム・リング |

| 1954年6月20日 17:00 |

| トルコ                                                                        | 7 - 0    | 韓国 |
| スアット 10分, 30分 · レフテル 24分 · ブルハン 37分, 64分, 70分 · エロル 76分 | レポート |      |

| スタッド・デ・シャルミー（ジュネーヴ） 観客数: 3,000人 主審: Esteban Marino |

##### プレーオフ
| 1954年6月23日 18:00 |

| 西ドイツ                                                                                     | 7 - 2    | トルコ                          |
| O.ヴァルター 7分 · シェーファー 12分, 79分 · モーロック 30分, 60分, 77分 · F.ヴァルター 62分 | レポート | ムスタファ 21分 · レフテル 82分 |

| ハルトトゥルム・スタディウム（チューリッヒ） 観客数: 18,000人 主審: Raymond Vincenti |

#### グループ 3
| 順 位 | チーム           | 勝 点 | 試 合 | 勝 利 | 引 分 | 敗 戦 | 得 点 | 失 点 | 点 差 |
| ----- | ---------------- | ----- | ----- | ----- | ----- | ----- | ----- | ----- | ----- |
| 1     | ウルグアイ       | 4     | 2     | 2     | 0     | 0     | 9     | 0     | +9    |
| 2     | オーストリア     | 4     | 2     | 2     | 0     | 0     | 6     | 0     | +6    |
| 3     | チェコスロバキア | 0     | 2     | 0     | 0     | 2     | 0     | 7     | -7    |
| 4     | スコットランド   | 0     | 2     | 0     | 0     | 2     | 0     | 8     | -8    |

| 1954年6月16日 18:00 |

| ウルグアイ                        | 2 - 0    | チェコスロバキア |
| ミゲス 72分 · スキアフィーノ 81分 | レポート |                  |

| ヴァンクドルフ・スタディウム（ベルン） 観客数: 20,500人 主審: Arthur Edward Ellis |

| 1954年6月16日 18:00 |

| オーストリア    | 1 - 0    | スコットランド |
| プロプスト 33分 | レポート |                |

| ハルトトゥルム・スタディウム（チューリッヒ） 観客数: 30,000人 主審: Laurent Franken |

| 1954年6月19日 16:50 |

| ウルグアイ                                                            | 7 - 0    | スコットランド |
| ボルヘス 17分, 47分, 57分 · ミゲス 30分, 83分 · アバディエ 54分, 85分 | レポート |                |

| ザンクト・ヤコブ・パルク（バーゼル） 観客数: 43,000人 主審: Vincenzo Orlandini |

| 1954年6月19日 17:00 |

| オーストリア                                          | 5 - 0    | チェコスロバキア |
| シュトヤスパル 3分, 70分 · プロプスト 4分, 21分, 24分 | レポート |                  |

| ハルトトゥルム・スタディウム（チューリッヒ） 観客数: 25,000人 主審: Vasa Stefanovic |

#### グループ 4
| 順 位 | チーム       | 勝 点 | 試 合 | 勝 利 | 引 分 | 敗 戦 | 得 点 | 失 点 | 点 差 |
| ----- | ------------ | ----- | ----- | ----- | ----- | ----- | ----- | ----- | ----- |
| 1     | イングランド | 3     | 2     | 1     | 1     | 0     | 6     | 4     | +2    |
| 2     | スイス       | 2     | 2     | 1     | 0     | 1     | 2     | 3     | -1    |
| 3     | イタリア     | 2     | 2     | 1     | 0     | 1     | 5     | 3     | +2    |
| 4     | ベルギー     | 1     | 2     | 0     | 1     | 1     | 5     | 8     | -3    |

| 1954年6月17日 17:50 |

| スイス                        | 2 - 1    | イタリア          |
| バラマン 18分 · ヒューギ 78分 | レポート | ボニペルティ 44分 |

| スタッド・オランピック・ドゥ・ラ・ポンテーズ（ローザンヌ） 観客数: 43,000人 主審: Mario Viana |

| 1954年6月17日 18:10 |

| イングランド                                      | 4 - 4 (延長) | ベルギー                                                          |
| ブローディス 26分, 63分 · ロフトハウス 36分, 91分 | レポート     | アノル 5分, 71分 · コッペンス 67分 · （ディッキンソン） 94分 (OG) |

| ザンクト・ヤコブ・パルク（バーゼル） 観客数: 40,000人 主審: Emil Schmetzer |

| 1954年6月20日 17:00 |

| イタリア                                                                     | 4 - 1    | ベルギー    |
| パンドルフィニ 41分 (PK) · ガッリ 48分 · フリニャーニ 58分 · ロレンツィ 78分 | レポート | アノル 81分 |

| スタディオ・ディ・コルナレード（ルガーノ） 観客数: 26,000人 主審: Carl Erich Steiner |

| 1954年6月20日 17:10 |

| イングランド                        | 2 - 0    | スイス |
| ミューレン 43分 · ウィルショー 69分 | レポート |        |

| ヴァンクドルフ・スタディウム（ベルン） 観客数: 50,000人 主審: Istvan Zsolt |

##### プレーオフ
| 1954年6月23日 18:00 |

| スイス                                                | 4 - 1    | イタリア      |
| ヒューギ 14分, 85分 · バラマン 48分 · ファットン 90分 | レポート | ネスティ 67分 |

| ザンクト・ヤコブ・パルク（バーゼル） 観客数: 30,000人 主審: Benjamin Griffiths |

### 決勝トーナメント
|  | 準々決勝       | 準々決勝         |              |   | 準決勝    | 準決勝    |  |  | 決勝 | 決勝 |
|  |                |                  |              |   |           |           |  |  |      |      |
|  | 6月26日        |                  |              |   |           |           |  |  |      |      |
|  |                |                  |              |   |           |           |  |  |      |      |
|  | オーストリア   | 7                |              |   |           |           |  |  |      |      |
|  | オーストリア   | 7                | 6月30日      |   |           |           |  |  |      |      |
|  | スイス         | 5                |              |   |           |           |  |  |      |      |
|  | スイス         | 5                | 西ドイツ     | 6 |           |           |  |  |      |      |
|  | 6月27日        |                  | 西ドイツ     | 6 |           |           |  |  |      |      |
|  |                | オーストリア     | 1            |   |           |           |  |  |      |      |
|  | 西ドイツ       | オーストリア     | 1            | 2 |           |           |  |  |      |      |
|  | 西ドイツ       |                  | 7月4日       | 2 |           |           |  |  |      |      |
|  | ユーゴスラビア | 0                |              |   |           |           |  |  |      |      |
|  | ユーゴスラビア | 0                | 西ドイツ     | 3 |           |           |  |  |      |      |
|  | 6月26日        |                  | 西ドイツ     | 3 |           |           |  |  |      |      |
|  |                | ハンガリー       | 2            |   |           |           |  |  |      |      |
|  | ウルグアイ     | ハンガリー       | 2            | 4 |           |           |  |  |      |      |
|  | ウルグアイ     | 6月30日          |              | 4 |           |           |  |  |      |      |
|  | イングランド   | 2                |              |   |           |           |  |  |      |      |
|  | イングランド   | 2                | ウルグアイ   | 2 |           |           |  |  |      |      |
|  | 6月27日        |                  | ウルグアイ   | 2 |           |           |  |  |      |      |
|  |                | ハンガリー (aet) | 4            |   | 3位決定戦 | 3位決定戦 |  |  |      |      |
|  | ハンガリー     | ハンガリー (aet) | 4            | 4 | 3位決定戦 | 3位決定戦 |  |  |      |      |
|  | ハンガリー     |                  | 7月3日       | 4 |           |           |  |  |      |      |
|  | ブラジル       | 2                |              |   |           |           |  |  |      |      |
|  | ブラジル       | 2                | オーストリア | 3 |           |           |  |  |      |      |
|  |                |                  |              |   |           |           |  |  |      |      |
|  | ウルグアイ     | 1                |              |   |           |           |  |  |      |      |
|  | ウルグアイ     | 1                |              |   |           |           |  |  |      |      |

#### 準々決勝
| 1954年6月26日 17:00 |

| オーストリア                                                                          | 7 - 5    | スイス                                          |
| ワグナー 25分, 27分, 53分 · ケルナー 26分, 34分 · オツヴィルク 32分 · プロプスト 76分 | レポート | バラマン 16分, 39分 · ヒューギ 17分, 19分, 58分 |

| スタッド・オランピック・ドゥ・ラ・ポンテーズ（ローザンヌ） 観客数: 35,000人 主審: Charlie Faultless |

| 1954年6月26日 17:00 |

| ウルグアイ                                                           | 4 - 2    | イングランド                      |
| ボルヘス 5分 · バレラ 39分 · スキアフィーノ 46分 · アンブロイス 78分 | レポート | ロフトハウス 16分 · フィニー 67分 |

| ザンクト・ヤコブ・パルク（バーゼル） 観客数: 35,000人 主審: Carl Erich Steiner |

| 1954年6月27日 17:00 |

| ハンガリー                                               | 4 - 2    | ブラジル                                         |
| ヒデクチ 4分 · コチシュ 7分, 88分 · ラントシュ 60分 (PK) | レポート | ジャウマ・サントス 18分 (PK) · ジュリーニョ 65分 |

| ヴァンクドルフ・スタディウム（ベルン） 観客数: 60,000人 主審: Arthur Edward Ellis |

| 1954年6月27日 17:00 |

| 西ドイツ                              | 2 - 0    | ユーゴスラビア |
| （ホルヴァト） 9分 (OG) · ラーン 85分 | レポート |                |

| スタッド・デ・シャルミー（ジュネーヴ） 観客数: 20,000人 主審: Istvan Zsolt |

#### 準決勝
| 1954年6月30日 18:00 |

| ハンガリー                                          | 4 - 2 (延長) | ウルグアイ          |
| チボル 13分 · ヒデクチ 46分 · コチシュ 111分, 116分 | レポート     | オベルグ 75分, 86分 |

| スタッド・オランピック・ドゥ・ラ・ポンテーズ（ローザンヌ） 観客数: 37,000人 主審: Benjamin Griffiths |

| 1954年6月30日 18:00 |

| 西ドイツ                                                                                          | 6 - 1    | オーストリア    |
| シェーファー 31分 · モーロック 47分 · F.ヴァルター 54分 (PK), 64分 (PK) · O.ヴァルター 83分, 89分 | レポート | プロプスト 51分 |

| ザンクト・ヤコブ・パルク（バーゼル） 観客数: 58,000人 主審: Vincenzo Orlandini |

#### 3位決定戦
| 1954年7月3日 17:00 |

| オーストリア                                                        | 3 - 1    | ウルグアイ    |
| シュトヤスパル 16分 (PK) · （クルス） 59分 (OG) · オツヴィルク 89分 | レポート | オベルグ 22分 |

| ハルトトゥルム・スタディウム（チューリッヒ） 観客数: 35,000人 主審: Raymon Wyssling |

#### 決勝
| 1954年7月4日 17:00 |

| 西ドイツ                            | 3 - 2    | ハンガリー                  |
| モーロック 10分 · ラーン 18分, 84分 | レポート | プスカシュ 6分 · チボル 8分 |

| ヴァンクドルフ・スタディウム（ベルン） 観客数: 60,000人 主審: ウィリアム・リング |

| 西ドイツ | ハンガリー |

| GK                   | 1  | トニー・トゥレク           |
| RB                   | 7  | ヨーゼフ・ポジパル         |
| CB                   | 10 | ヴェルナー・リーブリッヒ   |
| LB                   | 3  | ヴェルナー・コールマイヤー |
| RH                   | 6  | ホルスト・エッケル         |
| LH                   | 8  | カール・マイ               |
| OR                   | 12 | ヘルムート・ラーン         |
| IR                   | 13 | マックス・モーロック       |
| CF                   | 15 | オットマール・ヴァルター   |
| IL                   | 16 | フリッツ・ヴァルター       |
| OL                   | 20 | ハンス・シェーファー       |
| 監督:                |    |                            |
| ゼップ・ヘルベルガー |    |                            |

| GK                     | 1  | グロシチ・ジュラ           |
| RB                     | 2  | ブザーンスキー・イェネー   |
| CB                     | 3  | ローラーント・ジュラ       |
| LB                     | 4  | ラントシュ・ミハーイ       |
| RH                     | 5  | ボジク・ヨージェフ         |
| CH                     | 9  | ヒデクチ・ナーンドル       |
| LH                     | 6  | ザカリアーシュ・ヨージェフ |
| OR                     | 11 | チボル・ゾルターン         |
| IR                     | 8  | コチシュ・シャーンドル     |
| IL                     | 10 | プスカシュ・フェレンツ     |
| OL                     | 20 | トート・ミハーイ           |
| 監督:                  |    |                            |
| シェベシュ・グスターヴ |    |                            |

## 優勝国
| 1954 FIFAワールドカップ優勝国 |
| ----------------------------- |
| · 西ドイツ · 初優勝           |

## 得点ランキング
| 順位 | 選手名                   | 国籍         | 得点数 |
| ---- | ------------------------ | ------------ | ------ |
| 1    | シャーンドル・コチシュ   | ハンガリー   | 11     |
| 2    | エーリッヒ・プロプスト   | オーストリア | 6      |
| 2    | マックス・モーロック     | 西ドイツ     | 6      |
| 2    | ヨーゼフ・ヒューギ       | スイス       | 6      |
| 5    | ハンス・シェーファー     | 西ドイツ     | 4      |
| 5    | ヘルムート・ラーン       | 西ドイツ     | 4      |
| 5    | オットマール・ヴァルター | 西ドイツ     | 4      |
| 5    | ヒデクチ・ナーンドル     | ハンガリー   | 4      |
| 5    | フェレンツ・プスカシュ   | ハンガリー   | 4      |
| 5    | カルロス・ボルヘス       | ウルグアイ   | 4      |
| 5    | ロベール・バラマン       | スイス       | 4      |